# Сеньчине
Се́ньчине — село в Україні, в Нечаянській сільській громаді Миколаївського району Миколаївської області. Населення становить 29 осіб.

## Населення

### Мова
Розподіл населення за рідною мовою за даними перепису 2001 року:
| Мова       | Кількість | Відсоток |
| ---------- | --------- | -------- |
| українська | 19        | 65.52%   |
| російська  | 10        | 34.48%   |
| Усього     | 29        | 100%     |

## Географія
На північній околиці села бере початок річка Янчокрак.